# Vanilla Records
Vanilla Records（ヴァニラレコーズ）は日本のインディーズレーベル。
1985年に THE SADIST (ザ・サディスト) のギター手島美智雄により発足。
発足当時は自らのバンドの音源リリースが目的だったが、 サディストVo.の山崎マゾのソロノイズユニット MASONNA (マゾンナ) の ファーストアルバム（アナログLP）「masonna vs. bananamara」を皮切りに ノイズ系音源をリリースを展開する。